# Alexandr Maseikov
Alexandr Anatolievich Maseikov –en ruso, Александр Анатольевич Масейков – (Maguilov, URSS, 26 de junio de 1971) es un deportista bielorruso que compitió en piragüismo en la modalidad de aguas tranquilas. 
Representó al Equipo Unificado en los Juegos Olímpicos de Barcelona 1992, obteniendo una medalla de oro en la prueba de C2 500 m. Ganó tres medallas en el Campeonato Mundial de Piragüismo entre los años 1994 y 1998, y una medalla de plata en el Campeonato Europeo de Piragüismo de 1997.

## Palmarés internacional
| Representando al Equipo Unificado |                           |                  |          |
| Juegos Olímpicos                  |                           |                  |          |
| Año                               | Lugar                     | Medalla          | Evento   |
| 1992                              | Barcelona (España)        | Medalla de oro   | C2 500 m |
| Representando a Bielorrusia       |                           |                  |          |
| Campeonato Mundial                |                           |                  |          |
| Año                               | Lugar                     | Medalla          | Evento   |
| 1994                              | Ciudad de México (México) | Medalla de oro   | C2 200 m |
| 1997                              | Dartmouth (Canadá)        | Medalla de oro   | C4 200 m |
| 1998                              | Szeged (Hungría)          | Medalla de plata | C4 200 m |
| Campeonato Europeo                |                           |                  |          |
| Año                               | Lugar                     | Medalla          | Evento   |
| 1997                              | Plovdiv (Bulgaria)        | Medalla de plata | C1 200 m |